# Ed O'Brien
Edward "Ed" John O'Brien (født 15. april 1968 i Oxford, England) er en musiker og medlem af bandet Radiohead, hvor han spiller guitar og til tider synger backup vokal.
Hans primære funktion er, især live, at generere effekter både med guitar og pedaler. F.eks. laver han introen til Ok Computer-nummeret Lucky på strengene over guitarens gribebræt, og skaber sammen med Jonny Greenwood den lydcollage af effekter, der figurerer på Everything In Its' Right Place (Kid A). Han supplerer desuden Phil Selway og Jonny Greenwood på trommer i There There fra Hail to the Thief.
Ed O'Brien har også bidraget til sangskrivningen i Radiohead; blandt andet har han skrevet riffet til The Bends-afslutningsnummeret Street Spirit (Fade Out) og åbningsakkorderne til Go To Sleep, samt komponeret b-siderne Lull, Meeting In The Aisle og Big Boots. Kid A-sangen Treefingers er bygget udelukkende på guitarbrudstykker spillet af O'Brien, som Thom Yorke har samplet, så den har han på en lidt uoverlagt måde også skrevet.